# Což takhle dát si VIP?
Což takhle dát si VIP? je český televizní pořad, premiérově vysílaný v roce 2013 na TV Barrandov.

## O pořadu
Premiérově byl pořad vysílán na jaře roku 2013 každé úterý a čtvrtek od 21.55 a na podzim 2013 každou neděli od 17.30 na televizi Barrandov. V každém kole pořadu se v pozici hostitelů vystřídali 3 známé osobnosti a 1 vybraný divák. Menu soutěžících vždy musel schválit šéfkuchař Radek Kašpárek, který měl rovněž právo jej částečně změnit. Menu se většinou skládalo ze 4 chodů – předkrmu, polévky, hlavního chodu a dezertu. Na konci každé epizody byl soutěžící ohodnocen třemi zbylými soupeři, a to korunách českých, které házeli do keramických kasiček ve tvaru prasátek.
V jednom z kol pořadu se jako soutěžící objevila i zpěvačka Jana Kratochvílová. Ta během natáčení předvedla mnoho bizarností, jako například skok do řeky Vltavy, proto se televize Barrandov rozhodla odvysílat speciální epizodu pořadu pod názvem Což takhle dát si Janu Kratochvílovou.